# جورج جيرسون
جورج جيرسون (بالدنماركية: Georg Gerson)‏ هو مصرفي وملحن دنماركي، ولد في 14 أكتوبر 1790 في كوبنهاغن في الدنمارك، وتوفي بنفس المكان في 16 فبراير 1825.

## وصلات خارجية
- جورج جيرسون على موقع ميوزك برينز (الإنجليزية)